# Сумчатые куницы
Су́мчатые куни́цы, или хи́щные су́мчатые (лат. Dasyuridae) — семейство млекопитающих из отряда хищных сумчатых (Dasyuromorphia). Распространены в Австралии, Тасмании, Новой Гвинее и на прилегающих мелких островах.

## Распространение и среда обитания
Хищные сумчатые обитают в самых разных ландшафтах, на высоте до 4000 метров над уровнем моря. Ведут наземный (большинство) или древесный образ жизни, активность преимущественно ночная. Держатся, как правило, поодиночке. 

## Описание
К этому семейству принадлежат самые мелкие в отряде (сумчатый тушканчик), средние или крупные (тасманский дьявол) сумчатые, крайне разнообразные по внешнему виду и образу жизни. Длина тела от 8 до 130 см, вес от 5 г до 12 кг. У большинства видов чуть удлинённое тело, заострённые уши, длинный хвост, покрытый волосами по всей длине, и относительно короткие конечности. Хвост не хватательный. Конечности стопоходящие; пальцы не срастаются между собой. Передние конечности пятипалые, а задние (у наземных видов) — без большого пальца. У наземных видов задние конечности также могут быть заметно удлиненны. Выводковая сумка может отсутствовать, образовываться только в период размножения или иметься постоянно; открывается назад. Число сосков у самок — от 2 до 12 (обычно 6—8). Зубная система архаичная, с полным рядом небольших резцов; клыки крупные. Зубов — от 42 до 46. Волосяной покров короткий, густой и мягкий; окраска бурая, серая, красноватая или чёрная, иногда с пятнами и полосами.

## Рацион питания и размножение
Крупные представители семейства обычно плотоядные, мелкие — насекомоядные. 
Обычная продолжительность жизни — 7—8 лет. Половая зрелость наступает в 8—12 месяцев. Размножаются раз в год, в помёте от 3 до 10 детёнышей.

## Классификация
- Подсемейство Dasyurinae
  - Род Dasycercus — Гребнехвостые сумчатые мыши
  - Род Dasykaluta — Западноавстралийские сумчатые мыши
  - Род Dasyuroides — Двугребнехвостые сумчатые мыши, или гребнехвостые сумчатые крысы
  - Род Dasyurus — Пятнистые сумчатые куницы
  - Род Murexia — Новогвинейские сумчатые крысы
  - Род Myoictis — Полосатые сумчатые куницы
  - Род Neophascogale — Длиннокоготные сумчатые мыши
  - Род Parantechinus — Крапчатые сумчатые мыши
  - Род Phascolosorex — Полосатые сумчатые крысы
  - Род Pseudantechinus — Толстохвостые сумчатые мыши
  - Род Sarcophilus — Тасманийские дьяволы
- Подсемейство Phascogalinae
  - Род Antechinus — Сумчатые мыши, или широконогие сумчатые мыши
  - Род Phascogale — Мышевидки, или сумчатые крысы, или кистехвостые сумчатые крысы
- Подсемейство Planigalinae
  - Род Ningaui — Нинго
  - Род Planigale — Плоскоголовые сумчатые мыши, или плоскочерепные сумчатые мыши
- Подсемейство Sminthopsinae
  - Род Antechinomys — Сумчатые тушканчики
  - Род Sminthopsis — Узконогие сумчатые мыши, или узколапые сумчатые мыши, или австралийские сумчатые землеройки